# Gellershagen
Gellershagen ist ein nordwestlich liegender Stadtteil von Bielefeld und gehört zum Stadtbezirk Schildesche. Der Stadtteil liegt nordwestlich der Innenstadt und westlich von Sudbrack.
Gellershagen war ursprünglich eine Bauerschaft, die der Vogtei Schildesche im Amt Sparrenberg der Grafschaft Ravensberg unterstellt war. In der Napoleonischen Zeit gehörte Gellershagen von 1807 bis 1813 zum Kanton Schildesche im Königreich Westphalen. 1816 kam Gellershagen zum Kreis Bielefeld und gehörte darin zunächst zum Verwaltungsbezirk Schildesche, aus dem 1843 das Amt Schildesche wurde. Im Verlauf des 19. Jahrhunderts entwickelte sich Gellershagen mit der zunehmenden Industrialisierung des Ravensberger Landes zu einem Wohnvorort der Stadt Bielefeld. Die Bevölkerungszahl stieg dabei von 512 im Jahre 1799 auf 2712 im Jahre 1925. Am 1. Oktober 1930 wurde der überwiegende Teil von Gellershagen in die kreisfreie Stadt Bielefeld eingemeindet. Der nördliche Teil wurde der Gemeinde Babenhausen zugeschlagen, die wiederum am 1. Januar 1973 nach Bielefeld eingemeindet wurde.
Wichtige Straßen sind Jöllenbecker Straße, Am Brodhagen, Schloßhofstraße und Voltmannstraße. Der Stadtteil ist von locker bebauten Wohnvierteln geprägt, die sich westlich und östlich an den lang gestreckten und vom Grenzbach durchflossenen Gellershagenpark anschließen. Im Süden von Gellershagen, nahe der Stadtmitte, fließt der Schloßhofbach in nordöstliche Richtung. Im Norden fließt der Gellershagener Bach in nordöstlicher und östlicher Richtung parallel zur Schuckert- und Voltmannstraße, an deren Ende er schließlich vom ebenfalls in nordöstliche Richtung verlaufenden Babenhausener Bach aufgenommen wird.
Die Stadt Bielefeld ist unterhalb der zehn Bezirke nicht weiter in administrative oder politische Einheiten gegliedert. Stadtteile sind in Bielefeld daher nur informelle Teilgebiete, deren Abgrenzung sich meist auf das Gebiet einer Altgemeinde bezieht. Zu statistischen Zwecken ist Bielefeld jedoch in 72 „statistische Bezirke“ eingeteilt. Die Erinnerung an die genaue Abgrenzung der Altgemeinde Gellershagen ist jedoch in Vergessenheit geraten. Als Gebiet des informellen Stadtteils Gellershagen wird heute in etwa als das Gebiet des statistischen Bezirkes Gellershagen aufgefasst. Obwohl also der gesamte Südwesten des heutigen Stadtbezirks Schildesche vor 1930 zur Gemeinde Gellershagen gehörte, wird heute nur noch das von der Drögestraße, der Schloßhofstraße, der Schildescher Stadtbezirksgrenze parallel zur Voltmannstraße, der Koblenzer und der Jöllenbecker Straße umschlossene Gebiet Gellershagen genannt. Der südwestlich davon gelegene Teil des Stadtbezirks Schildesche mit dem Universitätsgelände sowie den Wohngebieten Bültmannshof und Sieben Hügel wird nicht zum heutigen Stadtteil Gellershagen gezählt.
Historische Einwohnerzahlen
| Jahr | Einwohner | Quelle |
| ---- | --------- | ------ |
| 1799 | 0512      | [ 8 ]  |
| 1822 | 0730      | [ 9 ]  |
| 1843 | 0840      | [ 2 ]  |
| 1864 | 0804      | [ 10 ] |
| 1871 | 0778      | [ 11 ] |
| 1885 | 0881      | [ 12 ] |
| 1895 | 1151      | [ 13 ] |
| 1910 | 2453      | [ 14 ] |
| 1925 | 2712      | [ 3 ]  |